# NBA 2K1
NBA 2K1 ett basketspel i NBA 2K-serien. Spelet utgavs av Sega Sports och utvecklades av Visual Concepts. Omslaget pryds av Allen Iverson som då spelade för Philadelphia 76ers.
Spelet använder sig av spelartrupperna från NBA-säsongen 2000/2001. En nyhet är att man kan välja streetbasket

### Fotnoter
1. 1 2  ”NBA 2K1” (på engelska). Gamefaqs. Arkiverad från originalet den 20 maj 2014. https://web.archive.org/web/20140520001609/http://www.gamefaqs.com/dreamcast/913950-nba-2k1/data. Läst 19 maj 2014.
2. ↑  ”NBA 2K” (på engelska). Mobygames. 13 mars 2000. http://www.mobygames.com/game/dreamcast/nba-2k1. Läst 19 maj 2014.